# Liste der Bodendenkmäler in Eurasburg (Oberbayern)
Auf dieser Seite sind die Bodendenkmäler in der oberbayerischen Gemeinde Eurasburg zusammengestellt. Diese Tabelle ist eine Teilliste der Liste der Bodendenkmäler in Bayern. Grundlage ist die Bayerische Denkmalliste, die auf Basis des Bayerischen Denkmalschutzgesetzes vom 1. Oktober 1973 erstmals erstellt wurde und seither durch das Bayerische Landesamt für Denkmalpflege geführt wird. Die folgenden Angaben ersetzen nicht die rechtsverbindliche Auskunft der Denkmalschutzbehörde.

## Bodendenkmäler in Eurasburg
| Lage | Objekt | Akten-Nr.     | Bild                                          |
| --- | --- | ------------- | --------------------------------------------- |
| (Standort) | Burgstall des hohen Mittelalters (Happerg) | D-1-8134-0004 |                                               |
| (Standort) | Tuffplatten- und Körpergräber des frühen Mittelalters | D-1-8134-0005 |                                               |
| (Standort) | Burgstall des hohen oder späten Mittelalters. | D-1-8134-0007 |                                               |
| (Standort) | Verebneter Grabhügel vorgeschichtlicher Zeitstellung. | D-1-8134-0045 |                                               |
| (Standort) | Hofwüstung des späten Mittelalters und der frühen Neuzeit (Oberhof). | D-1-8134-0056 |                                               |
| Am Schloßberg (Standort)                                                                                                  | Untertägige mittelalterliche und frühneuzeitliche Befunde im Bereich von Schloss Eurasburg und seiner Vorgängerbauten. | D-1-8134-0057 | weitere Bilder                                |
| Herrnleitenweg 4 (Standort)                                                                                               | Untertägige frühneuzeitliche Befunde im Bereich der katholischen Friedhofskirche St. Marien. (Beim BLfD fälschlich unter der Bezeichnung „St. Johannes und Paulus“ aufgeführt.)                                                                                    | D-1-8134-0060 | weitere Bilder                                |
| Nähe Klosterstraße; Königsdorfer Straße 3; Königsdorfer Straße 1; Königsdorfer Straße 5; Königsdorfer Straße 7 (Standort) | Untertägige mittelalterliche und frühneuzeitliche Befunde im Bereich der ehemaligen Stifts- und katholischen Pfarrkirche St. Peter und Paul und des ehemaligen Augustinerchorherrenstiftes Beuerberg, ihrer Vorgängerbauten und der abgegangenen Kirche Hl.-Kreuz. | D-1-8134-0061 |                                               |
| Nähe Kirchstraße (Standort)                                                                                               | Untertägige mittelalterliche und frühneuzeitliche Befunde im Bereich der katholischen Filialkirche St. Margareth in Berg und ihrer Vorgängerbauten. | D-1-8134-0063 | weitere Bilder                                |
| (Standort) | Untertägige mittelalterliche und frühneuzeitliche Befunde im Bereich der katholischen Filialkirche St. Vitus in Oberherrnhausen. | D-1-8134-0067 | mittelalterliche und frühneuzeitliche Befunde |